# Pierre-de-Bresse
Pierre-de-Bresse is een dorp in Frankrijk, in de regio Bourgogne-Franche-Comté. De plaats maakt deel uit van het arrondissement Louhans. Pierre-de-Bresse telde op 1 januari 2022 1.945 inwoners.
Het kasteel in Pierre-de-Bresse is ingedeeld als monument historique.

## Geografie
De oppervlakte van Pierre-de-Bresse bedroeg op 1 januari 2022 28,06 vierkante kilometer; de bevolkingsdichtheid was toen 69,3 inwoners per km².

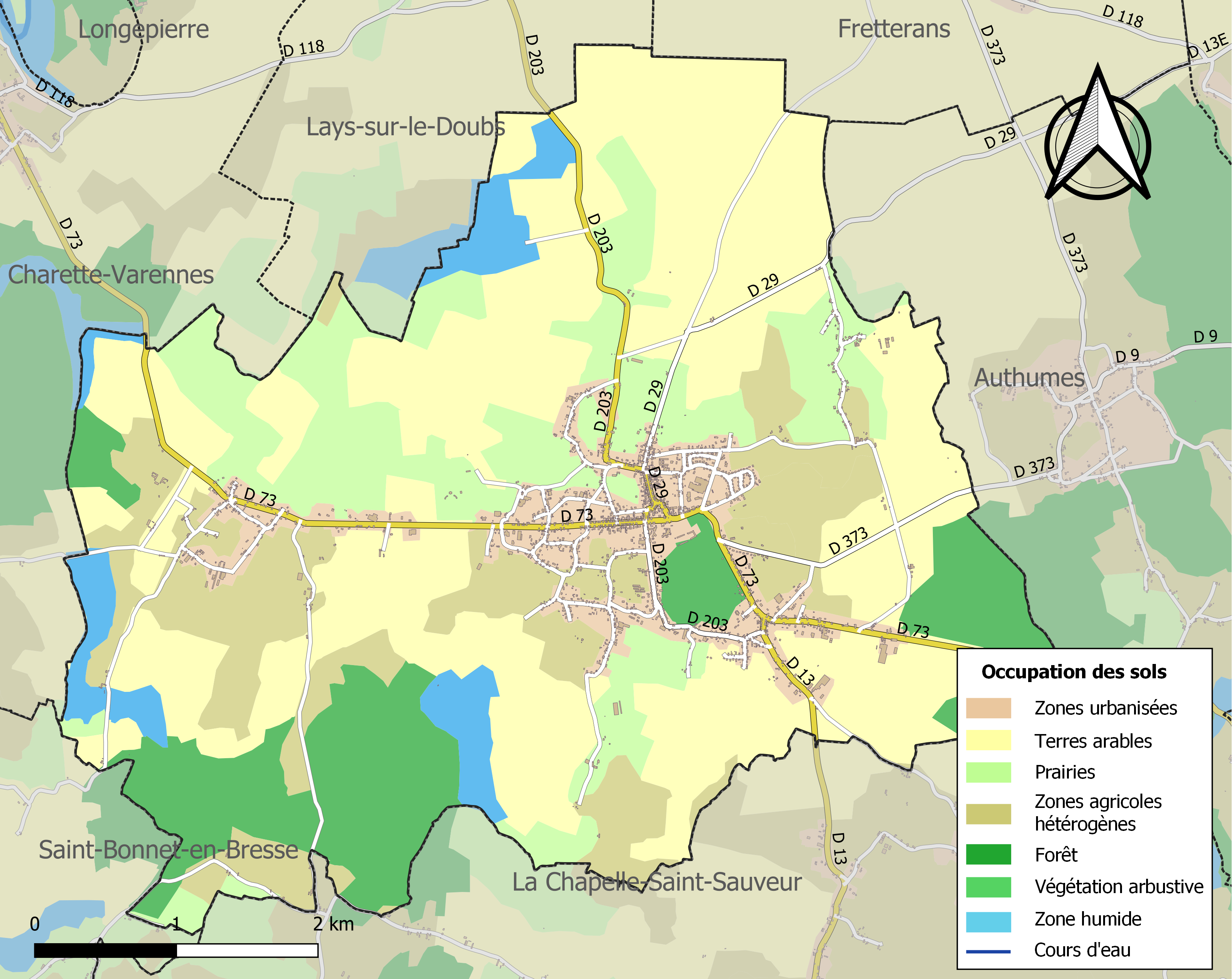
Kaart van de gemeente met de belangrijkste infrastructuur, bodemgebruik en omliggende gemeenten

## Demografie
Onderstaande figuur toont het verloop van het inwonertal (bron: INSEE-tellingen).

## Geboren in
- Amédée Guillemin (1826-1893), journalist en schrijver